# Krauthausen (Niederzier)
Krauthausen ist ein Ortsteil von Niederzier im Kreis Düren, Nordrhein-Westfalen.

## Geografie
Die umliegenden Nachbardörfer heißen Hambach, Niederzier, Schophoven, Selgersdorf, Selhausen, Berg sowie früher das mittlerweile dem Tagebau Inden gewichene Pier. Die nächsten Städte sind Jülich und Düren. Durch den westlichen Ortsteil fließt der Krauthausen-Jülicher Mühlenteich, ein Nebenfluss der Rur.

## Geschichte
Der Name Krauthausen setzt sich zusammen aus den Wortbestandteilen „Crut“ und „Hus“. Unter Crut versteht man dabei alles, was auf den Feldern wächst und nicht gleichzeitig Körnerfrucht ist. Der Name Krauthausen könnte also mit „Häuser im Krautfeld“ übersetzt werden.
Krauthausen wird zum ersten Mal in einer Urkunde von Ritter Hunkin von Mollenack aus dem Jahre 1290 erwähnt („quinque folidos Colonienses apud Cruthusen“). Der Siedlungsort ist schon in der Römerzeit bewohnt gewesen, was durch Funde von römischen Ziegeltrümmern, Gefäßscherben und einem 10 cm großen Bronzeguss, dem Bildnis einer jungen römischen Frau, im „Gässchen“ belegt wird.
Die Geschichte und Entwicklung Krauthausens wird gekennzeichnet durch den spätestens seit dem Spätmittelalter bestehenden Krauthausener Mühlenteich. Die auf dem Teich stehenden Papiermühlen waren für die Entwicklung der Papierindustrie an der Rur von entscheidender Bedeutung und beeinflussen bis heute das Ortsbild.

### Geschichte der Papierindustrie

Kollergang am Mühlenteich

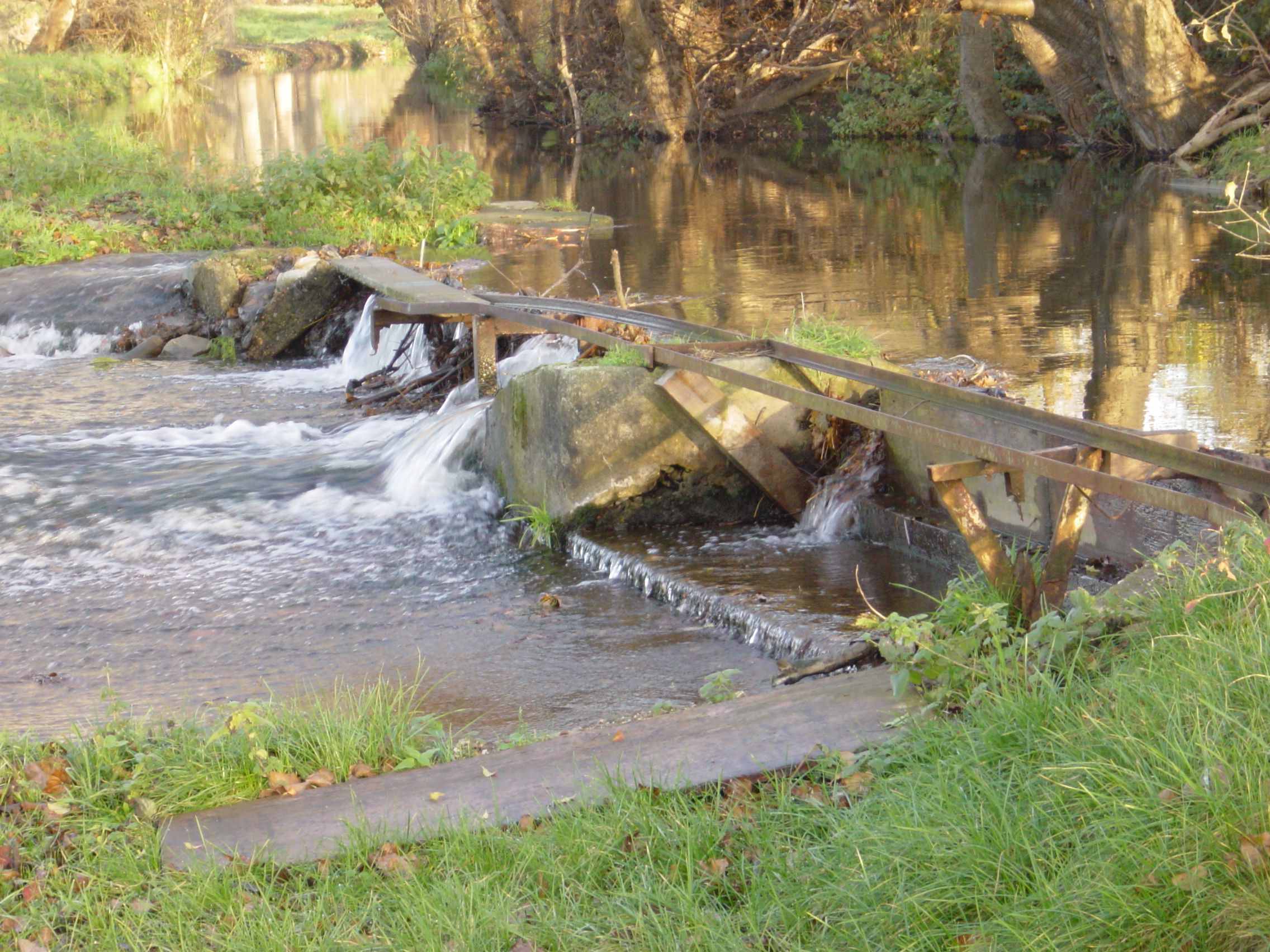
Abschlag am Mühlenteich zur Rur

Im Jahre 1525 ist für Krauthausen schon eine Vollmühle, allerdings noch keine Papiermühle nachweisbar. Ab dem Jahre 1564 sind in Kellnerei-Rechnungen des Amtes Wehrmeisterei schon zwei Mühlen auf dem Mühlenteich erwähnt. Eine der beiden Mühlen war zu diesem Zeitpunkt schon eine Papiermühle und damit die älteste nachweisbare Papiermühle im Düren-Jülicher Raum. Spätestens im Jahre 1760 haben dann drei Mühlen und ab 1820 vier Mühlen auf dem Krauthausener Mühlenteich gestanden. Drei der Mühlen dienten zumindest zeitweise der Papierherstellung. Durch eine wachsende Nachfrage nach Papier im Laufe des 19. Jahrhunderts, wurden zu dessen Herstellung zunehmend chemische Stoffe eingesetzt. Während im bisherigen Bleichverfahren Lumpen bis zu 20 Tagen in Wasser ausfaulten, konnten ab 1811 an der Rur mit Hilfe der sogenannten Chlorbleiche große Papiermengen in kurzer Zeit kostengünstig gebleicht werden. Verschiedene Verfahren zur Herstellung von Papier führten 1854 zur Entwicklung des Natronverfahrens. Durch das Kochen von Strohhalmen unter erhöhtem Druck in mit Natronlauge gefüllten Kesseln wurde erstmals Zellstoff aus Stroh gewonnen. Dieser Strohzellstoff musste jedoch mit dem weiterhin unverzichtbaren Lumpenbrei vermischt werden. Dieses Natronverfahren wurde vermutlich an der Rur zuerst an der Oberen Mühle in Krauthausen im Jahr 1862 eingeführt. Heutzutage zeugen noch ein Holländer und ein Kollergang von der Papierherstellung in Krauthausen. Sie können an der Einmündung der Straße „Am Mühlenteich“ / „Aachener Straße“ besichtigt werden.

#### Obere Mühle
Die obere Papiermühle stand in Oberkrauthausen an der Aachener Straße. Sie gehörte zunächst Gerhard Bongen, der von Pommenich nach Krauthausen wechselte, nachdem die dortige Papiermühle zwischen 1631 und 1636 eingegangen war. Zweieinhalb Jahrhunderte wurde die obere Mühle sowohl für Papierproduktion als auch zeitweise als Gerstenmühle genutzt. Von 1894 bis 1922 wurde die Mühle zur Baumwollaufbereitung verwendet. Heute befindet sich ungefähr an dem ehemaligen Standort der Mühle das Wellpappenwerk Rheinland. Dieses wurde 1914 von Johann Krieger gegründet und war zuerst in Jülich ansässig. 1916 wurde der Firmensitz jedoch nach Krauthausen verlegt. Im Jahr 2003 übernahm die Brohl Wellpappe GmbH & Co. KG das Werk. Somit wurden die Produktionstätigkeiten auf anspruchsvolle Stanzartikel, hochwertigen Flexodirektdruck und Offsetkaschieren konzentriert und spezialisiert. Die geschäftlichen Aktivitäten gingen letztendlich 2008 über.

#### Mittlere Mühle
Die mittlere Mühle lag ebenfalls in Oberkrauthausen und wurde als Mahl- und Ölmühle verwendet. Urkundlich erwähnt wird sie zum ersten Mal der Ordnung des Krauthausener Mühlenteiches vom 9. Juli 1760. Für die Papierherstellung wurde diese Mühle nie verwendet.

#### Untere Mühle

Holländer am Mühlenteich

Die untere Papiermühle dagegen befand sich in Unterkrauthausen, ungefähr dort, wo heute die Straße „Am Mühlenteich“ verläuft. Schon von 1579 bis 1591 diente die untere Mühle als Papiermühle, wurde bis 1832 jedoch zweckentfremdet und zum Mahlen von Korn und der Herstellung von Fingerhüten verwendet, weshalb sie im Volksmund „Fingerhutsmühle“ genannt wurde. 1860 wird das Werk technisch erweitert, indem ein Dampfkessel angebaut wird. Die in der Folgezeit errichtete Pappdeckelfabrik brannte 1897 ab, wurde jedoch noch im gleichen Jahr wieder aufgebaut. Ab dem 18. November 1907 wurde die Mühle unter der Firma Krauthausener Deckelfabrik GmbH in Krauthausen-Jülich. geführt. 1935 erweiterte die Firma den Betrieb um die dato stillliegende unterste Mühle. Im Zweiten Weltkrieg wurde die Fabrik zu 90 Prozent zerstört und die Produktion kam aufgrund der Evakuierung der Bevölkerung komplett bis zum Frühjahr 1949 zum Erliegen. Danach wurden die Maschinen des Werks zunehmend modernisiert, sodass 50 Personen im Jahr 1959 beschäftigt waren. Der Werksbetrieb wurde 1980 komplett eingestellt.

#### Unterste Mühle
Die Konzession für die unterste Mühle in Krauthausen wurde am 6. April 1762 durch die Hofkammer zu Düsseldorf an Peter Johann Kufferath erteilt. Nach einem Brand im Jahre 1824 wurde die Mühle 1825 wieder neu errichtet. Trotz Einspruchs der Gemeinde Selgersdorf wurde im Jahre 1830 die Konzession für den Neubau, die Verlegung der Gerstenschälmühle der Papierfabrik auf die andere Teichseite und die erweiterte Nutzung des Teichgefälles erteilt. Ab 1882 zeichneten sich keine guten Zeiten für die Mühle ab. In den folgenden Jahrzehnten wechselte die Mühle mehrmals die Eigentümer, da der Betrieb unrentabel geworden war. In einem letzten Versuch die Papierproduktion aufrechtzuerhalten, wurde 1909 die Packpapierproduktion um die Wellpappenfabrikation erweitert. Ab 1928 wurde die Papierproduktion zugunsten der Errichtung einer Reißwollfabrik eingestellt. Die Nutzung der Mühle wurde 1960 vollständig beendet.

### Krauthausen im Zweiten Weltkrieg
Im Zweiten Weltkrieg wurde Krauthausen durch amerikanischen Artilleriebeschuss weitgehend zerstört, da sich der Ort an der Hauptkampflinie entlang der Rur befand. Bereits am 11. September 1944 wurde die Schule geschlossen und mit Schanzern belegt. Hierzu wurde auch das Lehrpersonal eingeteilt. Am 4. Oktober 1944 wurde der Bahnhof durch Tiefflieger angegriffen. Hierbei starb ein Eisenbahnarbeiter. Während amerikanische Infanterie- und Panzerdivisionen an der Front zwischen Hürtgenwald und Roermond am 16. November 1944 zum Angriff übergingen, um auf Köln und Düsseldorf zu stoßen, bombardierten amerikanische Bomberverbände vormittags deutsche Artilleriestellungen im Hambacher Wald, kleinere Orte vor der Rur, das Jülicher Ausbesserungswerk und nachmittags Jülich. Somit wurde die Krauthausener Bevölkerung zurückgeführt und war vom 19. November 1944 bis zum Frühjahr 1945 evakuiert. In den Folgemonaten mussten wegen schwerer Kämpfe diverse Umgruppierungen der Divisionen und Regimenter auf deutscher Seite getätigt werden. Ungeheure Schwierigkeiten während der Kampfhandlungen ergaben sich aufgrund des hohen Wasserstandes der Rur. In der für den 23. Februar 1945 angesetzte Großoffensive Operation Grenade wurde Krauthausen in den frühen Morgenstunden über Müllenark in Stoßrichtung Hambacher Forst und Stetternich überrollt, nachdem Teile der 30. US-Inf. Div. der 9. US-Armee die Rur überquerten.

## Verwaltungszuordnungen
Als Ort des Kirchspiels Selgersdorf unterstand Krauthausen dem Dingstuhl Hambach und gehörte von 1798 bis 1814 zur Mairie Birkesdorf im Département de la Roer. Am 9. März 1801 wurde das Departement de la Roer und somit auch Krauthausen vom französischen Staat einverleibt. Für 1802 ist eine Einwohnerzahl von 38 für Krauthausen und Berg zusammen nachgewiesen. Nachdem am 14. Januar 1814 die gegen Napoleon verbündeten Truppen in Düren einmarschiert waren und der französischen Herrschaft ein Ende machten, wurde Krauthausen Teil des provisorisch eingerichteten Generalgouvernements Niederrhein mit Sitz in Aachen. Am 5. April 1815 wurde die Region dem preußischen König Friedrich Wilhelm III zugeschlagen. Sodann war Krauthausen Teil des neu eingerichteten Regierungsbezirks Aachen. Zuvor wurde Krauthausen aus der Mairie Birkesdorf ausgegliedert und kam zur Bürgermeisterei Hambach. Schließlich wurde Krauthausen 1936 in die Stadt Jülich eingemeindet. Der Grund für die Zuschlagung zu Jülich war das Werkstättengelände des Reichsbahn-Ausbesserungswerkes. Seit der kommunalen Neugliederung, die am 1. Januar 1972 in Kraft trat, gehört Krauthausen zur Gemeinde Niederzier. Damals hatte der Ort etwa 500 Einwohner. Von 1961 bis zur Eingemeindung 1972 lautete die Postleitzahl „517 Jülich-Krauthausen“, von 1972 bis 1993 „5162 Niederzier“, seitdem „52382 Niederzier“. 2005 lebten im Ort 750 Menschen.

## Einwohnerentwicklung
In der Bevölkerungsliste des Jahres 1799 werden für Krauthausen 55 Einwohner und ein Bestand von 18 Häusern ausgewiesen.
Seit der kommunalen Neugliederung 1972 ist die Einwohnerzahl in den letzten 45 Jahren um 240 Einwohner von 502 Einwohnern (1972) auf 742 Einwohner (2017) gestiegen. Insbesondere seit den 1980er Jahren ist ein zunehmender Anstieg zu verzeichnen.
| Jahr          | 1972 | 1975 | 1978 | 1981 | 1984 | 1987 | 1990 | 1993 | 1996 | 1999 | 2002 | 2005 | 2008 | 2011 | 2014 | 2017   | 2018   | 2019   | 2020  |
| Einwohnerzahl | 502  | 506  | 479  | 502  | 585  | 595  | 606  | 694  | 703  | 686  | 767  | 750  | 742  | 760  | 758  | 728    | 728    | 743    | 721   |
| Quelle        |      |      |      |      |      |      |      |      |      |      |      |      |      |      |      | [ 23 ] | [ 24 ] | [ 25 ] | [ 1 ] |

## Verkehr

### Schiene

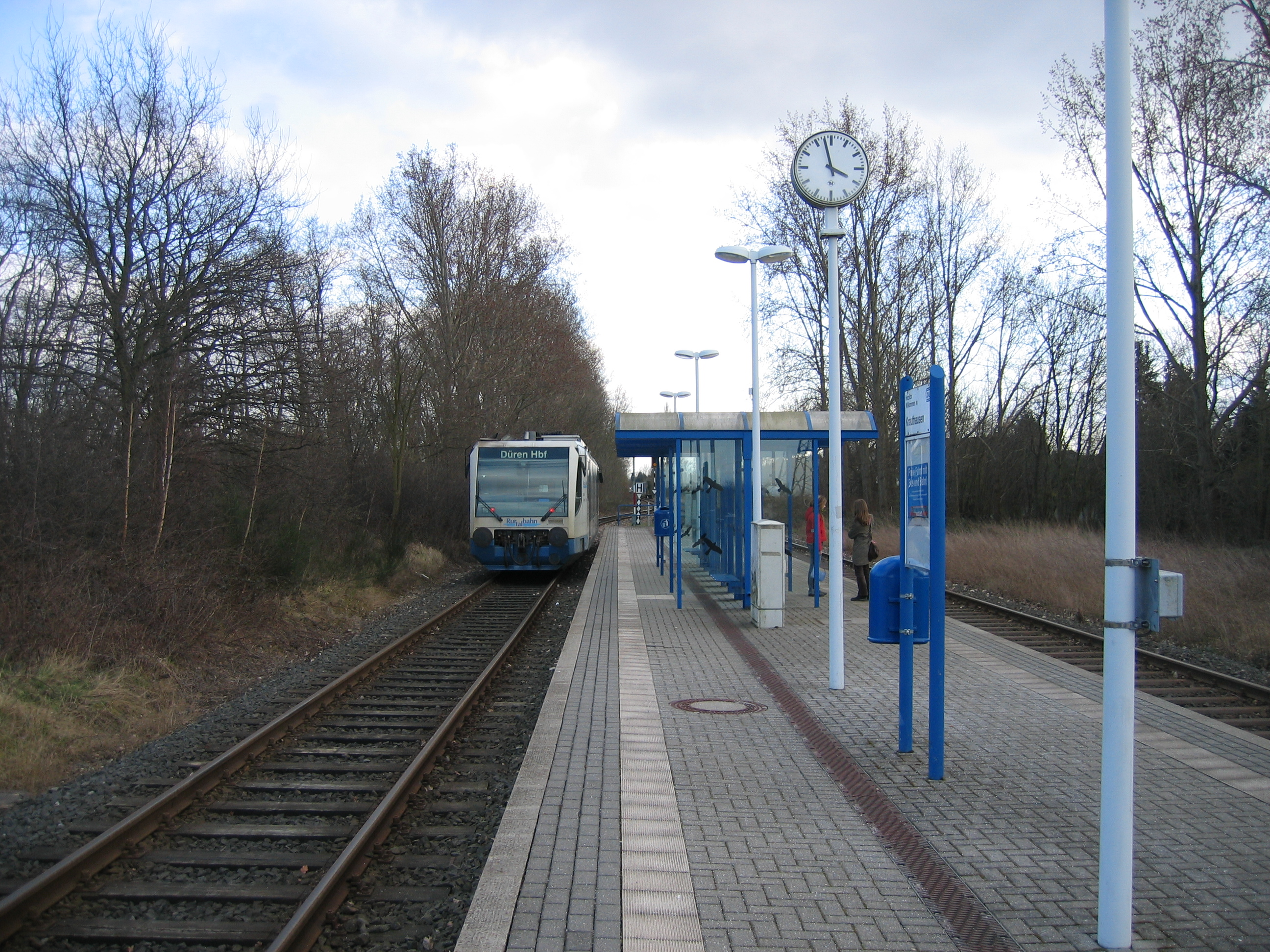
Rurtalbahnstation Krauthausen

| Linie | Linienverlauf | Takt                                                                                  |
| ----- | --- | ------------------------------------------------------------------------------------- |
| RB 21 | Rurtalbahn: Linnich, SIG Combibloc – Tetz – Broich – Jülich An den Aspen – Jülich Nord – Jülich – Forschungszentrum – Selgersdorf – Krauthausen – Selhausen – Huchem-Stammeln – Im Großen Tal – Düren Stand: März 2022 | 30 min (HVZ) / 60 min (Linnich–Jülich Nord) 30 min / 60 min (SVZ) (Jülich Nord–Düren) |

Der Ort wurde 1873 an das Eisenbahnnetz angeschlossen und liegt an der Bahnstrecke Jülich–Düren. Bis 1982 verfügte Krauthausen über den eigenen Bahnhof „Niederzier-Krauthausen“ mit einer Güterabfertigung, einem Empfangsgebäude mit Warteraum, sowie einer Gastwirtschaft. 1986 wurde das baufällige Empfangsgebäude abgerissen, weil eine Renovierung nicht mehr rentabel war. Der Güterverkehr war schon 1956 eingestellt worden. Der Bahnhof hatte zwei Bahnsteige nördlich und südlich der Pierer Str. (Richtung Krauthausen), die heute noch existieren, aber seit dem Betriebswechsel 1993 zur DKB nicht mehr genutzt werden.
Von 1982 bis 1992 diente als Ersatz die Haltestelle „Krauthausen Süd“ an der Pierer Straße am Ortsausgang Richtung Hambach/Niederzier. Die Haltestelle wurde 1996 an den Eilener Weg verlegt und dient aufgrund ihrer Doppelspurigkeit als Kreuzungspunkt für die Triebwagen aus Richtung Düren beziehungsweise Jülich. Von 1993 bis 2002 wurde die Strecke von der Dürener Kreisbahn (DKB) unter dem Namen Rurtalbahn befahren. Seit 2003 wird der Verkehr von der Rurtalbahn GmbH durchgeführt. Die nächsten größeren Bahnhöfe sind der Bahnhof Düren an der Schnellfahrstrecke Köln–Aachen und der Bahnhof Jülich.

### Straße
Die nächste Autobahn-Anschlussstelle ist „Düren“ an der A 4, die von Krauthausen aus über die B 56 zu erreichen ist.
Die AVV-Linien 223, 234 und SB 38 des Rurtalbus bedienen den Ort. Bis zum 31. Dezember 2019 wurde die Linie 223 vom BVR Busverkehr Rheinland, die Linie 234 von der Dürener Kreisbahn betrieben.
| Linie      | Verlauf |
| ---------- | --- |
| 223        | (Huchem-Stammeln – Selhausen – Krauthausen –) Daubenrath – Selgersdorf – Altenburg – Jülich Bf/ZOB – Jülich Neues Rathaus – Walramplatz        |
| 234        | (Ellen – Oberzier – Niederzier – Hambach) / (Huchem-Stammeln – Selhausen) – Krauthausen – (Schophoven –) Merken – Inden/Altdorf (– Lucherberg) |
| SB38       | Schnellbus: Düren Kaiserplatz – StadtCenter – Bahnhof/ZOB – Arnoldsweiler – Oberzier – Niederzier – Berg – Krauthausen                         |
| RufBus 234 | Rufbus: Niederzier – Hambach – Krauthausen (Mo–Fr vormittags und abends)                                                                       |

## Postwesen
Am 16. Januar 1879 wurde in Krauthausen eine Postagentur eingerichtet. Dem Landesbestellbezirk dieser Agentur wurden die Ortschaften Selgersdorf, Selhausen, Altenburg, Daubenrath, Hambach, Niederzier, Oberzier, Weidenhof und Frenzerhof zugeteilt. Am 11. November 1995 wurde die Postfiliale in Krauthausen geschlossen.

## Kirche

### Kirche St. Josef

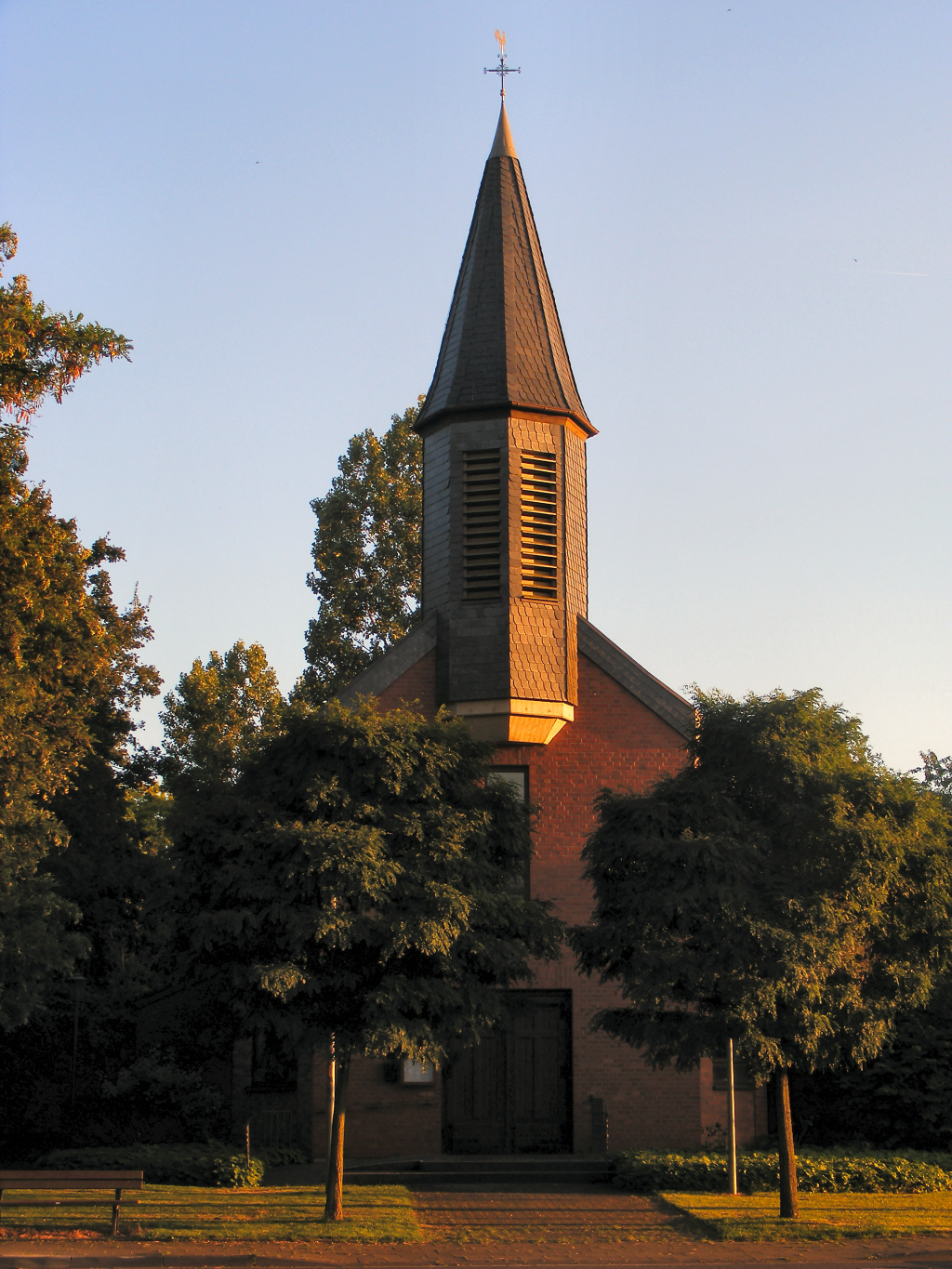
Frontansicht der Kirche St. Josef, Krauthausen

Die Kirche St. Josef steht an der Aachener Straße gegenüber der Einmündung der Straße „Am Bilderstock“.
Ursprünglich gehörte der Dorfteil Oberkrauthausen zu Bonsdorf. Anfang des neunzehnten Jahrhunderts kam die Kirchengemeinde als Filialgemeinde zu St. Stephanus, Selgersdorf. Seit dem 1. Oktober 1952 ist die Filialkirche vermögensrechtlich selbstständig im Verband der Mutterpfarre Selgersdorf. Heutzutage gehört sie dem Pfarrverbund Kirchberg – Krauthausen – Selgersdorf – Bourheim an. Die Gemeinde liegt im Bistum Aachen.
Der Gutshof Eilen gehörte bis zum 30. September 1957 der Filialgemeinde St. Josef Jülich-Krauthausen an. Am 1. Oktober 1957 wurde er durch eine Umpfarrung der Pfarrgemeinde St. Cäcilia Niederzier zugesprochen.
Nachdem durch den Eintritt des Ersten Weltkrieges die Bemühungen des 1908 gegründeten Kapellenbauvereins vereitelt worden waren, konnte 1930 mit dem Bau der Kirche begonnen werden. Die Kirche wurde nach den Plänen des Jülicher Architekten A. Hauff erbaut. Die Einweihung der Kirche fand statt am 17. Mai 1931.
Nachdem die Kirche im Jahr 1944 stark zerstört worden war, wurde sie im letzten Jahr des Zweiten Weltkrieges 1945 fast vollkommen zerstört, so dass sie in den Jahren 1946–1947 neu aufgebaut werden musste und im Folgejahr wieder zu benutzen war. Sie war damit die erste Kirche innerhalb des Stadtgebietes Jülich, die nach Kriegsende wieder aufgebaut war. Im Jahr 1963 folgte ein Umbau mit Restaurierung nach einem Plan von Architekt Christian Kochs aus Jülich.
Im Jahre 1986 erfolgte eine Vergrößerung des Kirchenbaus, wobei der Dachreiter zugunsten eines eigenen Glockenturmes weichen musste. Die Empore wurde erweitert und an der Frontseite wurden Räume für pfarrliche Aktivitäten gebaut. Die drei neuen Glocken, gestimmt in Fis-Ais-Cis (Fis-Dur), wurden am 20. April 1988 geweiht. Die bronzene der beiden alten Glocken, wird heute auf dem Friedhof als Friedhofsglocke verwendet.
An der Kirche wurde 1997 fünf Monate lang eine Sanierung des Dachstuhls, des Mauerwerks und der Decke durchgeführt.
Die Kirche enthält 13, von Krauthausener Bürgern gestiftete Fenster, auf denen u. a. der heilige Josef, die heilige Maria, die heilige Cäcilia und der heilige Stephanus zu sehen sind.

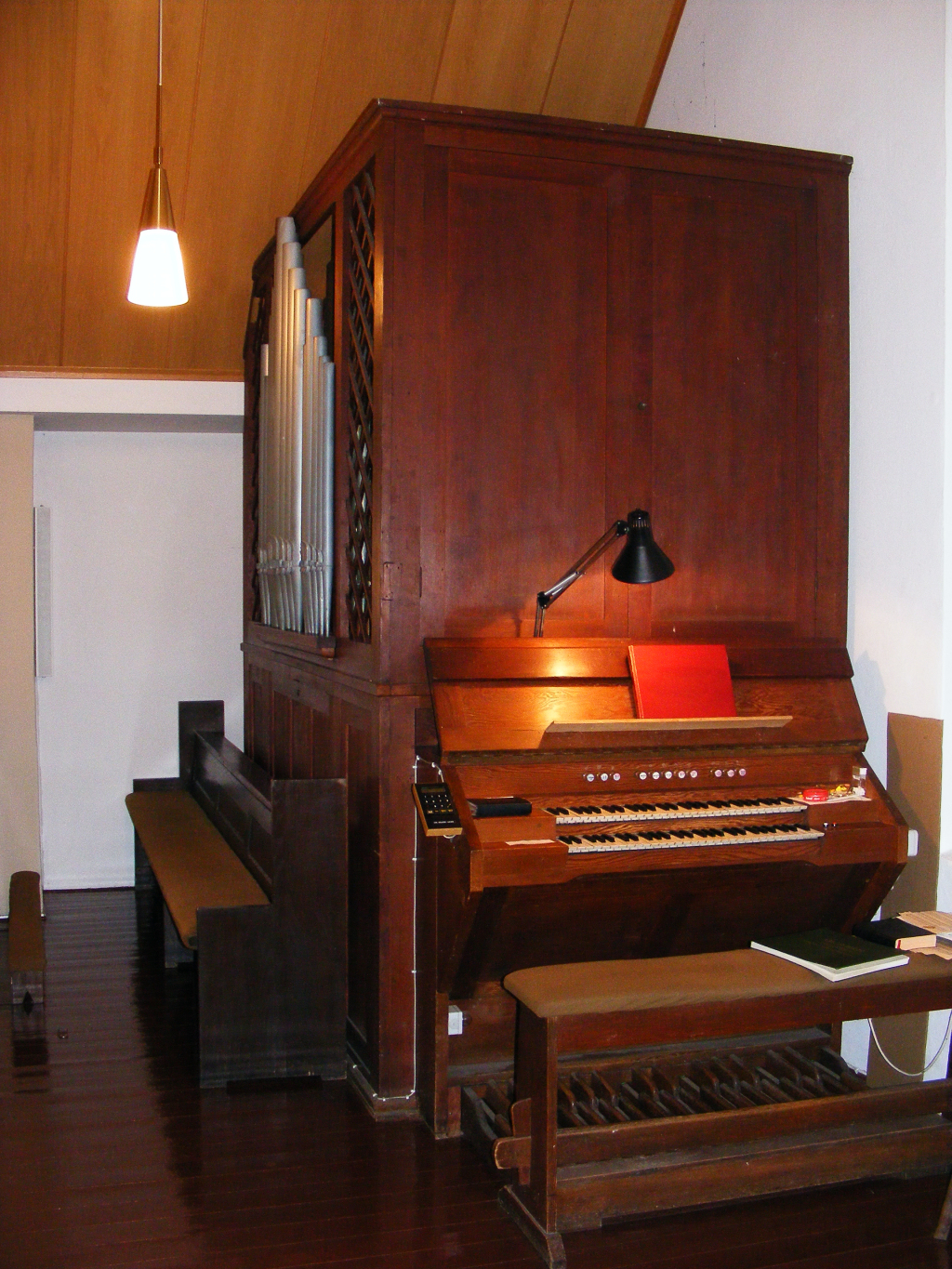
Zweimanualige Orgel mit sieben Registern der Kirche St. Josef

Die Krauthausener Kirche enthielt eine Orgel der Orgelbaufirma Klais. Sie wurde 1980 aus einer anderen Kirche übernommen, um ein 1964 angeschafftes Harmonium zu ersetzen und hat die folgende Disposition:
| I Manual C– |    |
| Holzflöte   | 8′ |
| Salicional  | 8′ |
| Principal   | 4′ |

| II Manual C–        |    |
| Lieblich Gedackt    | 8′ |
| Blockflöte          | 4′ |
| Rauschpfeife II–III |    |

| Pedal C– |     |
| Subbass  | 16′ |

- Koppeln: II/I, Sub II/I, I/P, II/P.

Ende 2011 wurde die bisherige Orgel durch eine neue ersetzt. Bei der neuen Orgel handelt es sich um eine Gloria Excellent der Firma Kisselbach mit 32 Registern.
Der derzeitige Kirchenchor, gegründet 1980, stellt sich mittlerweile als reiner Frauenchor dar.
Die Kirche verfügt über 140 Sitz- und 45 Stehplätze.

### Marienkapellchen

Marienkapelle an der Pierer Straße

Neben der Kirche St. Josef findet sich in Krauthausen noch eine kleine Marienkapelle.
Zwei alte Muttergotteshäuschen gab es an der Aachener Straße und an der Kreuzung Pierer Straße / Aachener Straße. Beide wurden jedoch im Zweiten Weltkrieg zerstört. Die neue Kapella wurde im Jahre 1989 errichtet und geweiht.
Die Marienkapelle findet sich an der Pierer Straße, gegenüber der Einmündung der Aachener Straße.

### Sonstiges
Am Ortsausgang Richtung Selhausen auf der Aachener Straße findet sich ein in seinen leicht expressionistischen Formen und aufgrund seiner Stilistik seltener Bildstock aus Basalt. Der Bildstock ist seit 1954 in die Denkmalliste aufgenommen.

## Vereinswesen

### Aktive Vereine

#### 1. FC Krauthausen
Der Fußballverein 1. FC Krauthausen wurde im Januar 1981 gegründet und spielte von 1992 bis 1996 in der ersten Kreisliga. In den Jahren 2007 und 2008 errang die Mannschaft den Titel des Gemeindepokalsiegers. Der dorfeigene Sportplatz wurde 1988 und das Sportheim am 8. Dezember 1989 eingeweiht. Seit dem 25. August 2018 heißt das Fußballgelände „Milz und Lindemann Sportpark“.

#### SG La Boule d’Or 1990 e. V.
1990 wurde in Krauthausen der SG La Boule d’Or 1990 e. V. gegründet. Der Verein ging seinerzeit aus einem Kurs der VHS des Kreises hervor. Zurzeit besteht der Verein aus 4 Ligamannschaften, einer aktiven Seniorengruppen und diversen Freizeitspielern. Am 25. April 2009 wurde das, in weniger als einem Jahr, neugestaltete Boulodrome eröffnet und das neue Vereinsheim eingeweiht. Das Boulodrome des Vereins hat etwa 30 Bahnen und liegt auf dem alten Kirmesplatz an der Pierer Straße, am Ortsrand und Ortsausgang Richtung Pier.

#### Schützenbruderschaft St. Josef
Bis 1921/1922 umfasste die St. Katharina-Bruderschaft in Selgersdorf die ganze Pfarrgemeinde Selgersdorf und damit auch die Bewohner von Krauthausen, Altenburg und Daubenrath. Nachdem im Jahre 1910 in Krauthausen schon ein Sankt-Josef-Verein entstanden war, trennten sich die Krauthausener Schützen im Jahre 1922 ab und gründeten die St. Josef-Schützenbruderschaft. Als Reaktion auf einen Erlass der Reichsregierung, in dem die Schützenvereine vor die Wahl gestellt wurden, sich nur noch entweder auf rein kirchlich oder weltlich zu betätigen, trat im Jahre 1936 der damals religiös geprägte Vorstand geschlossen zurück. Mit Ausbruch des Krieges kam die trotzdem bis dahin fortgesetzte Vereinsarbeit 1939 ganz zum Erliegen und wurde erst im Jahre 1958 wieder aufgenommen. Am 18. März 1979 wurde für die Schützenbruderschaft eine neue Satzung verabschiedet, um die Geschäftsführung zu verbessern. Die Schützenbruderschaft feierte ihr Schützenfest traditionell am 6. Sonntag nach Ostern, wobei der Festbeginn seit 1960 auf den Christi-Himmelfahrts-Tag vorverlegt ist. Die Schützenbruderschaft war maßgeblich an der Errichtung des Dorfgemeinschaftshauses „Haus Hubertus“ beteiligt.

#### Freiwillige Feuerwehr
Die Freiwillige Feuerwehr wurde 1932 in Krauthausen gegründet. Nach der Eingemeindung zu Jülich 1936 gehörte die Löschgruppe Krauthausen zur Freiwilligen Feuerwehr Jülich. Während der Ort im April 1939 über ein Hydrantgerät und eine Handdruckspritze verfügte, wurde 1944 zusätzlich eine Motorspritze stationiert, um auch für größere Einsätze gerüstet zu sein. Nachdem im Krieg die Jugendlichen die Arbeit in der Löschgruppe übernommen hatten, weil sie dadurch aus der Organisation der Hitlerjugend ausschieden und die männlichen Einwohner über 18 Jahren zur Wehrmacht eingezogen worden waren, wurde die Löschgruppe 1946 wieder neu eingerichtet. Seit dem 1. Januar 1972 gehört die Krauthausener Feuerwehr aufgrund der kommunalen Neugliederung der Freiwilligen Feuerwehr der Gemeinde Niederzier an.
Das Spritzenhaus befand sich an der Ecke „Pierer Straße“ / „Aachener Straße“. Das Feuerwehrhaus wurde im Krieg zerstört und musste deshalb an anderem Ort, neben dem Schulgebäude in der Straße „Im Niederfeld“, neu errichtet werden. 1998 wurde das Gebäude um einen Mannschaftsraum erweitert.
Traditionell organisiert und gestaltet die Löschgruppe Krauthausen den jährlichen St.-Martins-Zug.

#### Maigesellschaft Krauthausen 2010
Mit der am 23. Oktober 2010 gegründeten „Maigesellschaft Krauthausen 2010“ wurde dem Maibrauchtum gehuldigt und das dörfliche Vereinsleben erweitert.

### Ehemalige Vereine
Im 20. Jahrhundert gab es in Krauthausen diverse Initiativen für die Gründung weiterer Vereine, die oft jedoch mangels Beteiligung ihre Arbeit einstellen mussten.
Im Jahre 1918 wurde der Theaterverein St. Josef gegründet, dessen Aktivitäten bis zum Jahre 1930 andauerten. Im Jahre 1920 wurde z. B. das Stück „Die heilige Katharina“ aufgeführt.
1925 entstand in Krauthausen der Männergesangsverein Loreley. Der Verein wurde im Jahre 1968 aufgelöst. Die Vereinsfahnen von 1927 und 1955 können heute noch im Dorfgemeinschaftshaus besichtigt werden.
Der Karnevalsverein, der in Krauthausen 1949 gegründet wurde, wurde keine zehn Jahre später 1958 wieder aufgelöst.

## Schulwesen
Am Anfang des 19. Jahrhunderts wurden die Krauthausener Kinder vom 1. bis zum 8. Schuljahr in Selgersdorf beschult. 1931 wurde in Krauthausen für den Unterricht dieser Jahrgänge eine eigene Schule gegründet, welche zunächst in einer Holzbaracke untergebracht war. Nach der Eingemeindung 1936 von Krauthausen in die Stadt Jülich wurde es für nötig erachtet, ein Schulhaus zu errichten. Das Schulhaus mit nur einem Klassenzimmer wurde 1938 fertiggestellt. Aufgrund des Baus einer neuen Grundschule für die Südstadtteile Jülichs im Jahre 1965 wurde die Schule in Krauthausen geschlossen und die Schüler gingen wieder nach Selgersdorf. Nach der kommunalen Neugliederung 1972 wurde auch das Schulwesen für Krauthausen verändert. Die Grundschüler gehen heutzutage in die Grundschulen von Hambach und Niederzier und die Schüler ab der 5. Klasse in die umliegenden weiterführenden Schulen. Das alte Schulgebäude existiert noch in der Straße „Im Niederfeld“ und dient heute als Mehrzweckraum.

## Auszeichnungen
Krauthausen hat bei dem Wettbewerb „Unser Dorf hat Zukunft“ und dem bis 1997 ausgetragenen Wettbewerb „Unser Dorf soll schöner werden“ seit über 30 Jahren Erfolg. So erhielt das Dorf im Kreiswettbewerb 1981 Bronze, 1983 Gold, 1987 Gold, 1993 Gold, 2005 Gold, 2011 Gold, 2014 Gold und 2021 Silber. Weitere Erfolge konnte das Dorf im Landeswettbewerb erzielen. So erhielt es 1983 Bronze, 1987 Silber, 1993 Bronze, 2006 Bronze und 2012 Bronze. Weitere Sonderpreise und Belobigungen sind in den 1980er, 1990er Jahren und zuletzt 2006 erlangt worden: Sonderpreis für Ortsrandeingrünung und Hausgartenpflege (1983), Sonderpreis für wohldurchdachte Durchgrünung und landwirtschaftliche Einbindung des Ortes (1987) und eine Belobigung für das Feuchtbiotop (1992) und Auszeichnung für die beispielgebende, denkmalgerechte Instandsetzung eines nicht unter Denkmalschutz stehenden Bauensembles (2006).